# Gimena Accardi
María Gimena de Los Milagros Accardi, conosciuta come Gimena Accardi (Buenos Aires, 27 maggio 1985), è un'attrice, modella e conduttrice televisiva argentina.

## Biografia
Gimena è nata il 27 maggio 1985 a Buenos Aires. A 10 anni inizia a studiare teatro con Stella Maris Closas, poi studia per una stagione nella scuola di Teatro di Patricia Palmer, per poi arrivare nella Casa di Raúl Serrano, dove studia per due anni.
La sua prima partecipazione televisiva è in Cosa de chicos, del produttore Quique Estevanez, che tuttavia non venne mai trasmesso. nel 2000 Estevanez la chiama poi per interpretare Jessica in Los buscas de siempre.
Senza lasciare i corsi di teatro e gli studi scolastici inizia a realizzare pubblicità. Nel 2002 prende il ruolo di Catilina in Maridos a domicilio.
Subito dopo questo programma, durato poco, cambia emittente. Prima partecipa ad un episodio della serie Los simuladores come Melina, e in seguito viene chiamata per interpretare Josefina, un'adolescente ribelle, rimasta orfana insieme ai suoi fratelli, nella telenovela Kachorra, con protagonista Natalia Oreiro. Più avanti interpreta Sabrina nella seconda stagione di Rebelde Way.
Contemporaneamente agli studi universitari gira un episodio per una breve serie emessa da Canal 7. Nel mese di luglio, la produttrice Cris Morena la chiama per interpretare Bernardita nella telenovela Alma pirata.
Nel 2007 lavora nel film Cartas para Jenny, girato nella provincia di San Luis e in Israele. In questo periodo, parallelamente, inizia con le riprese di Teen Angels, programma di Cris Morena. Lì interpreta Malvina, una degli antagonisti della telenovela, che con l'andare degli episodi diventa buona.
Nel 2011 prende parte a una delle telenovelas con più successo dell'anno, Herederos De Una Venganza, nella quale incarna China Villegas, una delle antagoniste della storia, China è la moglie di Lucas (Marco Antonio Caponi), una donna che in principio sembra essere coraggiosa, ma che con l'andare del tempo mostra la sua personalità fragile, insicura e gelosa arrivando anche ad autolesionarsi. Mentre filmava Herederos fece due rimpiazzi teatrali, sostituendo prima Eugenia Tobal e poi Griselda Siciliani.
A metà del 2012 e durante il 2013 fa parte della telenovela di Pol-ka Producciones Sos Mi Hombre dove interpreta Brenda Garay.

## Vita privata
Dal 2007 ha una relazione con l'attore Nicolás Vázquez, conosciuto sul set della telenovela Teen Angels. L'11 giugno 2013, è stato reso noto che la coppia ha subìto un aborto spontaneo. Il 7 dicembre 2016, i due si sono sposati dopo 9 anni di fidanzamento. La coppia si separa nel 2025.

## Filmografia

### Cinema
- Cartas para Jenny, regia di Diego Musiak (2007)
- Papá por un día, regia di Raúl Rodríguez Peila (2009)
- Me casé con un boludo, regia di Juan Taratuto (2017)
- Re loca, regia di Martino Zaidelis (2018)
- Anoche, regia di Nicanor Loreti e Paula Manzone (2018)

### Televisione
- Los buscas de siempre – serial TV, episodio 1x01 (2000)
- PH (Propiedad Horizontal) – serial TV (2001)
- Maridos a domicilio – serial TV (2002)
- Kachorra – serial TV, episodio 1x01 (2002)
- Los simuladores – serie TV (2002)
- Rebelde Way – serial TV (2003)
- Ensayo: Habitación 306 – serial TV (2003)
- Panadería Los Felipe – serial TV (2004)
- Amor en custodia – serial TV, episodio 1x01 (2005)
- Collar de esmeraldas – serial TV (2006)
- Alma pirata – serial TV (2006)
- Teen Angels (Casi Ángeles) – serial TV, 166 episodi (2007-2010)
- Herederos de una venganza – serial TV (2011)
- Los únicos – serial TV (2012)
- Sos mi hombre – serial TV (2012-2013)
- Una vida posible – serial TV (2013)
- Solamente vos – serial TV (2013)
- Milagros en campaña – serial TV (2014)
- Conflictos modernos – serial TV (2015)
- Como anillo al dedo – programma TV, conduttrice (2015-2017)
- Canta si puedes – programma TV, giudice (2016)
- Rizhoma Hotel – serial TV (2018)
- Mi hermano es un clon – serial TV (2018-2019)
- Súper Bailando 2019 – programma TV (2019)
- Separadas – serial TV (2020)
- La voz ausente – serie TV, 7 episodi (2024)

## Teatro
- Casi Ángeles (2007)
- Los únicos, sostituzione di Eugenia Tobal (Rosario) e Griselda Siciliani (María) (2011)
- Dos pícaros sinvergüenzas (2014)
- El otro lado de la cama (2016-2017)

## Riconoscimenti
- Premio Estrella de Mar
  - 2017 – Candidatura all'actuación protagonista femenina de comedia musical per El otro lado de la cama[10]
- Premio Martín Fierro
  - 2019 – Candidatura all'actuación protagónica femenina per Mi hermano es un clon

## Doppiatrici italiane
Nelle versioni in italiano delle opere in cui ha recitato, Gimena Accardi è stata doppiata da:
- Rachele Paolelli in Teen Angels[11]
- Eleonora Reti in Rebelde Way[12]